# Викарни епископ моравички
Викарни епископ моравички је титула коју носи викарни архијереј у Српској православној цркви. Почасна је титула помоћном епископу патријарха српског.
На редовном мајском засједању 2006. године, Свети архијерејски сабор Српске православне цркве, на предлог патријарха српског Павла, изабрао је архимандрита Антонија (Пантелића) за викарног епископа моравичког. Он је уједно био старјешина Подворја Српске патријаршије у Москви.

## Епископи
Досадашњи викарни епископи моравички били су:
- Викентије Вујић (20. новембра 1932 — 21. јун 1936)
- Платон Јовановић (4. октобра 1936 — 22. јуна 1938)
- Дионисије Миливојевић (24. августа 1938 — 8. децембра 1939)
- Арсеније Брадваревић (4. фебруара 1940 — 20. маја 1947)
- Хризостом Војиновић (15. јуна 1947 — 12. јуна 1951)
- Герман Ђорић (15. јула 1951 — 3. јуна 1952)
- Сава Вуковић (23. јула 1961 — 1. јуна 1967)
- Лаврентије Трифуновић (16. јули 1967 — 30. марта 1969)
- Иринеј Гавриловић (14. јула 1974. — 28. маја 1975)
- Јефрем Милутиновић (17. септембра 1978 — 19. маја 1980)
- Сава Андрић (20. јуна 1982 — 11. јуна 1984)
- Лукијан Пантелић (1. јула 1984. — 18. маја 1985)
- Лонгин Крчо (20. октобра 1985 — 14. септембра 1986)
- Иринеј Буловић (20. маја — 13. децембра 1990)
- Антоније Пантелић (23. јула 2006 — 11. марта 2024)
- Тихон Ракићевић (18. маја 2024)

* Могуће да је списак непотпун.